# Nikotinsko nadomestno zdravljenje
Nikotinsko nadomestno zdravljenje (NNZ) pomeni uporabo medicinsko odobrenih izdelkov za zdravljenje odvisnosti od uporabe tobačnih izdelkov, pri čemer se vnaša nikotin v telo na drugačen način kot v obliki tobaka. Pomaga lahko pri prenehanju kajenja oziroma žvečenja tobaka. Učinkovitost nikotinskega nadomestnega zdravljenja pri prenehanju kajenja je kratkoročno okoli 55-odstotna. Pogosto se uporablja v kombinaciji z drugimi načini pomoči pri prenehanju kajenja. Izdelki z nikotinom se uporabljajo tudi pri lajšanju ulceroznega kolitisa. Vrste izdelkov za nadomestno nikotinsko zdravljenje so na primer obliži, žvečilni gumiji, pastile, nosna pršila in inhalatorji z nikotinom. Sočasna uporaba različnih nikotinskih zdravil lahko poveča učinkovitost zdravljenja.
Pogostnost neželenih učinkov je odvisna od vrste izdelka za nadomestno zdravljenje z nikotinom. Pogosti neželeni učinki pri uporabi nikotinskih žvečilnih gumijev so slabost, kolcanje in draženje v ustni votlini. Pri uporabi nikotinskih obližev se pogosto pojavljata draženje kože in suh občutek v ustih, pri uporabi inhalatorjev z nikotinom pa kašelj, izcedek iz nosu in glavobol. Med huda tveganja spadata zastrupitev z nikotinom in vztrajanje odvisnosti od nikotina. Uporaba nikotinskega nadomestnega zdravljenja ne kaže na povečano tveganje za pojav srčne kapi. Pri uporabi med nosečnostjo obstaja tveganje za škodljivo delovanje na plod. Delovanje nikotinskega nadomestnega zdravljenja temelji na zmanjšanju želje po uporabi tobačnih izdelkov in simptomov odtegnitve.
Prvi izdelki za nikotinsko nadomestno zdravljenje so bili odobreni v Združenih državah Amerike leta 1984. Zdravila za nikotinsko nadomestno zdravljenje so uvrščena na seznam osnovnih zdravil Svetovne zdravstvene organizacije, ki zajema najpomembnejša učinkovita in varna zdravila, potrebna za zagotavljanje osnovne zdravstvene oskrbe. Na tržišču so že generična zdravila.

## Klinična uporaba
Nikotinsko nadomestno zdravljenje v različnih farmacevtskih oblikah, kot so žvečilni gumiji, obliži, nosna pršila, pastile in inhalatorji, se uporablja kot pomoč pri prenehanju uporabe tobačnih izdelkov. Nikotinsko nadomestno zdravljenje je pri opuščanju kajenja za obdobje vsaj šest mesecev podobno učinkovito kot uporaba nenikotinskih zdravil, na primer bupropiona. Učinkovitost različnih farmacevtskih oblik nikotinskega nadomestnega zdravljenja je primerljiva, vendar pa je verjetnost, da bo oseba vztrajala pri uporabi izdelka, za različne izdelke različna. Sodelovalnost je največja pri nikotinskih obližih, sledijo žvečilni gumiji, inhalatorji in nosna pršila. Sočasna uporaba več različnih oblik nikotinskega nadomestnega zdravljenja lahko poveča učinkovitost pri prenehanju kajenja. Podatki kažejo, da je učinkovitost pri vztrajanju pri nekajenju večja, če je oseba ob nikotinskem nadomestnem zdravljenju deležna tudi svetovanja. Druge strategije, ki lahko pomagajo povečati uspešnost pri prenehanju kajenja, so priprava načrta za prenehanje kajenja, sodelovanje v posebnih programih, uporaba svetovalnih telefonskih linih ali aplikacij, ki dajejo nasvete in spodbude za prenehanje kajenja.
O uporabi nikotinskega nadomestnega zdravljenja je smiselno razmisliti pri kadilcih z močno izraženo zasvojenostjo z nikotinom. Mednje spadajo kadilci, ki pokadijo več kot en zavojček cigaret dnevno, prižgejo prvo cigareto v prvih petih minutah po tem, ko se zjutraj prebudijo, kadijo tudi v času bolezni ter vstajajo ponoči, da kadijo zaradi znakov in simptomov odtegnitve.
Nikotinsko nadomestno zdravljenje izkazuje največje koristi, če ga uporabljajo »težki« kadilci, ki sicer pokadijo vsaj 15 cigaret dnevno. Ni pa dovolj podatkov o učinkovitosti uporabe pri kadilcih, ki pokadijo manj kot 10 cigaret dnevno.

## Učinkovitost
Podatki raziskav dejanske klinične prakse kažejo na manjšo učinkovitost pri prenehanju kajenja kot preskušanja, ki so jih sponzorirali proizvajalci. Prav tako je stroškovna učinkovitost v dejanski praksi manjša. Učinkovitost nadomestnega nikotinskega zdravljenja s časom od začetka zdravljenja močno pada; po določenih podatkih je učinkovitost po prvih štirih tednih od začetka zdravljenja 54-odstotna, po enem letu pa le 15-odstotna. Uspešnost pri prenehanju kajenja je manjša med mlajšimi kadilci, kadilkami (ženskega spola), nosečnicami, ki kadijo, in socialno ogroženimi kadilci.
Učinkovitost pri uporabi različnih oblik nikotinskega nadomestnega zdravljenja (pastile, nosna pršila, žvečilke in transdermalni obliži) je primerljiva. Dolgoročna učinkovitost je večja pri kombiniranju različnih oblik, na primer žvečilk in pastil; po določenih podatkih se poveča iz 15 % na 36 %. Tudi večji odmerki nikotina so lahko bolj učinkoviti pri vztrajanju pri nekajenju v obdobju šest mesecev ali več. Podatki kažejo na primer, da so pri »težkih« kadilcih 4-mg nikotinske žvečilke učinkovitejše kot 2-mg.